# Blind (Lied)
Blind (englisch für ‚Blindheit‘) ist ein Lied des deutschen Synthiepop-Duos Wolfsheim. Das Stück ist die vierte und letzte Singleauskopplung aus ihrem vierten Studioalbum Spectators und Teil des Soundtracks zu Lars Büchels Spielfilm Erbsen auf halb 6. Darüber hinaus handelt es sich hierbei um die bislang letzte offizielle Singleveröffentlichung des Duos.

## Entstehung und Artwork
Geschrieben wurde das Lied von den beiden Wolfsheim-Mitgliedern Peter Heppner und Markus Reinhardt. In Zusammenarbeit mit José Alvarez-Brill produzierten die beiden auch die Originalversion des Liedes. Eine spätere Singleversion wurde in Zusammenarbeit mit Andreas Herbig produziert. Programmiert wurde die Single von Oliver Pinelli. Gemastert wurde das Stück in den Hamburger Master & Servant Studios, unter der Leitung von Tom Meyer. Die Single wurde unter dem Musiklabel Strange Ways Records veröffentlicht und durch Indigo vertrieben. Aufgenommen wurde das Stück in folgenden Tonstudios: The Factory in Belgien (Original) und Tonofen Studio in Hamburg (Blind 2004). Auf dem schwarz-weiß geteilten Cover der Maxi-Single ist – neben Künstlernamen und Liedtitel – ein Screenshot aus dem Film Erbsen auf halb 6 zu sehen. Auf dem weißen Teil des Covers befindet sich eine Blindenschrift. Das Artwork stammt von den Graphischen Werken Ottensen.

## Veröffentlichung und Promotion
Die Single-Erstveröffentlichung von Blind erfolgte am 1. März 2004 in Deutschland, Österreich und der Schweiz. Bei dieser Veröffentlichung handelt es sich um eine Neuauflage des bereits 1999 veröffentlichten Originals. Die Maxi-Single beinhaltet neben der Cover- und Originalversion eine Live- und Instrumentalversion des Liedes als B-Seite. Die Liveaufnahme entstammt einem Auftritt im Audithorium und entstand mit den Livemusikern José Alvarez-Brill und Henning Verlage. Neben der regulären Maxi-Single fand auch die Veröffentlichung einer Promo-Single statt, die nur die Radioversion zu Blind enthielt. Während das Original auf dem vierten Studioalbum Spectators zu finden ist, wurde Blind 2004 bis heute auf keinem Wolfsheim-Album veröffentlicht.
Um das Lied zu bewerben, folgte unter anderem ein Liveauftritt zur Hauptsendezeit während der Verleihung des ECHO Pop 2004. Darüber hinaus war das Stück der offizielle Soundtrack des deutschen Spielfilmes Erbsen auf halb 6 von Lars Büchel.

## Inhalt
Der Liedtext zu Blind ist in englischer Sprache verfasst; ins Deutsche übersetzt bedeutet der Titel „Blindheit“. Die Musik und der Text wurden gemeinsam von Peter Heppner und Markus Reinhardt geschrieben. Musikalisch bewegt sich das Lied im Bereich des Synthiepop. Aufgebaut ist das Lied auf zwei Strophen und einem Refrain dazwischen sowie am Ende des Liedes. Das Tempo beträgt 160 Schläge pro Minute. Als weitere Instrumentalisten sind in der Originalversion José Alvarez-Brill an der Gitarre und bei der Neuauflage Achim Färber am Schlagzeug sowie Carsten Klatte an der Gitarre zu hören. Der Inhalt des Stückes spielt auf Aspekte der Blindheit an.
| “You can feel what no one feels. You can hear what no one hears. Just looking for the smile, I give to you. You can feel what no one feels. You can hear what no one wants to hear. Just looking for the smile I give to you.” – Refrain, Originalauszug | „Du kannst fühlen was niemand fühlt. Du kannst hören was niemand hört. Bloß nach dem Lächeln suchend, dass ich dir gebe. Du kannst fühlen was niemand fühlt. Du kannst hören was niemand hören möchte. Bloß nach dem Lächeln suchend, dass ich dir gebe.“ – Refrain, Übersetzung |

## Musikvideo
Das Musikvideo zu Blind ist ein Zusammenschnitt aus verschiedenen Filmszenen von Erbsen auf halb 6 und einer neu gedrehten Szene. In der neuen Szene ist Reinhardt mit einem roten VW-Käfer-Cabriolet unterwegs und bemerkt nicht, dass eine blinde Frau (gespielt von Fritzi Haberlandt) die Straße betritt. Der Anwohner Heppner bemerkt dies während er sich gerade die Schuhe binden wollte und möchte der Blinden zur Hilfe eilen. Er kommt zu spät und Reinhardt erwischt sie. Danach folgt eine lange Szene, in der die blinde Person in Zeitlupe durch die Luft schwebt. Am Ende fängt Heppner die Frau auf. Die Gesamtlänge des Videos beträgt 4:09 Minuten. Wie beim dazugehörigen Film führte Lars Büchel Regie.

## Mitwirkende
| Liedproduktion - José Alvarez-Brill: Gitarre (Original), Musikproduzent (Original) - Achim Färber: Schlagzeug (Blind 2004) - Peter Heppner: Gesang, Komponist, Liedtexter, Musikproduzent - Andreas Herbig: Musikproduzent (Blind 2004) - Carsten Klatte: Gitarre (Blind 2004) - Tom Meyer: Mastering - Oliver Pinelli: Programmierung - Markus Reinhardt: Keyboard, Komponist, Liedtexter, Musikproduzent Artwork - Lars Büchel: Regisseur (Musikvideo) - Fritzi Haberlandt: Schauspieler (Musikvideo) | Unternehmen - Graphische Werke Ottensen: Artwork (Cover) - Indigo: Vertrieb - Master & Servant: Mastering - Strange Ways Records: Musiklabel - The Factory: Tonstudio (Original) - Tonofen Studio: Tonstudio (Blind 2004) |

## Chartplatzierungen
Blind erreichte in Deutschland Position 53 der Singlecharts und konnte sich insgesamt neun Wochen in den Charts halten. In Österreich und der Schweiz blieb ein Charteinstieg bis heute verwehrt. Für Wolfsheim ist dies bereits der sechste und bislang letzte Charterfolg in Deutschland. Für Heppner als Liedtexter ist dies bereits der elfte Charterfolg in Deutschland. Als Komponist ist es sein neunter und als Musikproduzent sein fünfter Charterfolg. Für Reinhardt als Komponist und Liedtexter ist Blind bereits der siebte Charterfolg in Deutschland. Als Musikproduzent ist es sein fünfter Charterfolg.